# USS Okinawa (LPH-3)
O USS Okinawa foi um navio de assalto anfíbio operado pela Marinha dos Estados Unidos e construído pelo Estaleiro Naval da Filadélfia, Pensilvânia. Foi a segunda embarcação da Classe Iwo Jima e sua construção começou em abril de 1960 e foi lançado ao mar em agosto do ano seguinte, sendo comissionado na frota norte-americana em abril de 1962. A embarcação passou seus primeiros anos de serviço na área do Mar do Caribe e Oceano Atlântico, participando principalmente de exercícios de treinamento, com algumas viagens para portos estrangeiros.
O Okinawa participou da Guerra Civil da República Dominicana em abril de 1965, servindo como navio médico de evacuação. Após o evento ele voltou para o Estaleiro Naval da Filadélfia a fim de passar por reformas, retornando para o serviço em abril de 1966. Em janeiro seguinte foi transferido para a Frota do Pacífico, chegando na Base Naval de San Diego em fevereiro. A embarcação foi enviada para a Guerra do Vietnã em 10 de março pela primeira vez, atuando como base móvel para os Fuzileiros Navais até dezembro, quando voltou para San Diego.
O navio participou em abril de 1968 da recuperação da capsula da Apollo 6. Em seguida realizou mais exercícios e manutenções e retornou para o Vietnã para uma segunda viagem de serviço de novembro de 1968 a junho de 1969. Depois disso o Okinawa alternou serviços tanto em águas domésticas quanto estrangeiras. Em outubro de 1970 levou ajuda humanitária paras as Filipinas após o Tufão Jean, enquanto em agosto de 1971 foi o navio de resgate da Apollo 15. Em 1975 participou de suas últimas das operações Puxão da Água e Vento Constante no Camboja e Vietnã.
Pelos anos seguintes o Okinawa continuou a servir no ocidente, também participando da Guerra do Golfo em 1990 como o navio de comando da 13ª Unidade Expedicionária dos Fuzileiros Navais. A embarcação foi descomissionada da frota em dezembro de 1992 e transferida para a Administração Marítima, sendo colocado da Frota da Reserva. Ele foi afundado como alvo de tiro em 6 de junho de 2002 na costa perto do Sul da Califórnia.